# 美国历史年表
此处收列了美国历史主要事件的时间表。

## 大事年表
- 殖民地时期美国历史年表

- 美国历史 (1776年-1789年)

- 美国历史 (1849年-1865年)

- 美国历史 (1865年-1918年)

- 美国历史 (1918年-1945年)

- 美国历史 (1945年-1964年)

- 美国历史 (1964年-1980年)
- 美国历史 (1980年至今)

## 分类历史索引
- 美国人口史
  - 美国移民史
- 美国经济史
  - 金融体系：美国第一银行、美国第二银行、美联储、布雷顿森林体系
  - 经济事件：大萧条、石油危机、次贷危机
- 美国政治史
  - 建国：独立宣言、美国开国元勋、美国宪法历史
  - 主要政党：聯邦黨、民主共和党、民主党历史、共和党历史
  - 政治制度：众议院、参议院、选举人团
- 美国外交史
  - 外交政策：门罗主义、大棒政策。杜鲁门主义
  - 外交事件：香蕉戰爭。雅尔塔会议。厨房辩论、古巴导弹危机
- 美国军事史
  - 美國領土變遷
  - 近代：1812年战争、美墨戰爭；美西战争（古巴）、美菲战争（菲律宾）
  - 现代：一战、二战（太平洋战争、诺曼底登陆）。朝鲜战争、猪湾事件、越南战争。海湾战争、伊拉克战争
- 美国科技史
- 美国文化史
  - 美国文学
  - 迷失的一代